# День работника транспорта
День работника транспорта — основной профессиональный праздник работников различных отраслей транспорта, отмечается в России 20 ноября, был введён в 2020 году.
Указ № 300 «Об установлении профессионального праздника — Дня работника транспорта» был подписан Министерством транспорта РФ 10 августа 2020 года на основании распоряжения об учреждении такого праздника председателя правительства РФ М. В. Мишустина. Ранее работник различных сфер транспорта отмечали только узкоспециализированные праздники: День железнодорожника, День работника гражданской авиации, День работников морского и речного флота, День автомобилиста, но они неоднократно обращались в Минтранс с просьбой о введении общеотраслевой праздничной даты.

## Выбор даты
Дата праздника была выбрана в связи с тем, что 20 ноября (2 декабря) 1809 года вышел Манифест императора Александра І «Объ управленiи водяными и сухопутными сообщенiями», которым были учреждены первые в Российской империи государственные регулирующие органы в транспортной отрасли, отвечавшие за регуляцию работы различных видов транспорта — Управление водяных и сухопутных коммуникаций и Корпус инженеров путей сообщения и входящий в его состав институт. До этого в Российской империи существовал только Департамент водяных коммуникаций. Позднее на основе созданных Александром I организаций в Российской империи в 1865 году при императоре Александре II возникло Министерство путей сообщения Российской империи.

## Значимость транспортной сферы и её профессионального праздника
Согласно статистическим данным, на 2020 год в России насчитывалось свыше 400 производственных и непроизводственных отраслей экономики, работа которых сопряжена с работой транспортной системы В сфере транспорта в РФ по данным на тот же 2020 год было занято свыше 4 миллионов человек, которые получили после установления этой праздничной даты свой профессиональный праздник. Среди тех, кто отмечает праздник в этот день, находятся работники дорожного хозяйства, моряки речного и морского судоходства, сотрудники железнодорожного транспорта и метрополитена, работники воздушного транспорта, водители автомобильного транспорта, а также вспомогательный персонал, занятый во всех этих отраслях.

## Интересные факты
В год учреждения праздника Банк России приурочил к дате введения отраслевого праздника транспортников выпуск памятной монеты «Работник транспортной сферы».
Монета была выпущена в серии «Человек труда», имела номинал 10 рублей, тираж — миллион экземпляров. Монета имеет коллекционную нумизматическую ценность.
Ранее Банком России также выпускались юбилейные монеты, связанные с отраслевыми транспортными памятными датами — «100 лет Транссибирской магистрали», «40-летие начала строительства БАМа» и ряд других.